# Капелла Святой Маргариты
Капелла Свято́й Маргари́ты (англ. St Margaret’s Chapel) — капелла на территории Эдинбургского замка в Шотландии.
Капелла Сент-Маргарет является старейшим из сохранившихся зданий Эдинбурга и одним из старейших в Шотландии. Построена в начале XII века королём Давидом I, и названа им в честь своей матери, Маргариты Шотландской. Первое упоминание о капелле датируется 1124 годом. Капелла включена в список национальных исторических памятников высшей категории защиты.
Капелла построена в романском стиле на вершине Замковой скалы. Это небольшое каменное здание, сходное с ранними шотландскими и ирландскими кельтскими церквями. Внутри здание имеет всего около 3 метров в ширину, стены же достигают толщины 60 см. В капелле имеется пять небольших окон с витражами.
14 марта 1314 года замок был захвачен Томасом Рэндольфом, графом Морея, который уничтожил все постройки, за исключением капеллы Сент-Маргарет. В XVI веке, во время Реформации в Шотландии капеллу превратили в пороховой склад, и использовали так вплоть до 1845 года. В 1853 году при поддержке королевы Виктории была проведена реставрация здания. В 1922 году были изготовлены витражи с изображениями апостола Андрея, святого Колумбы, Маргариты Шотландской, святого Ниниана и Уильяма Уоллеса. В 1993 году в честь 900-летия смерти святой Маргариты были обновлены интерьер и алтарь.